# Dlala
 (novembre 2021).
Si vous disposez d'ouvrages ou d'articles de référence ou si vous connaissez des sites web de qualité traitant du thème abordé ici, merci de compléter l'article en donnant les références utiles à sa vérifiabilité et en les liant à la section « Notes et références ».
La dlala (de l'arabe الدلالة) est une tenue nuptiale traditionnelle algérienne datant de la période médievale, originaire de la ville d'Annaba (anciennement Bône). Elle est également appelée Dlala annabia, ou Dlala bonoise, en référence à la ville.

## Description
Dlala fait en réalité référence à la coiffe en velours, recouverte de louis d'or, où se rajoute par-dessus la Tesriha. Sur le front, le jbin chaoui (diademe frontal des Aurès) où s'accroche les chouchnat (boucles d'oreilles algériennes d'origine berbère). Au niveau du cou, khit errih/errouh, skhab (sautoir aurèsien en pâte parfumée), khit echâir, kraffach boulahya (collier du barbu), medbeh e'louiz (collier à louis d'or), mkhebbel (ras-de-cou en perles).
Pour la tenue, un caftan originairement de couleur violette, en Fetla, broderie dorée typique de la ville porté par-dessus une gandoura/djabba blanche également brodée en Fetla, où s'accrochent des kmam/kmayem (manches en soie, brodés au fil d'or).
Se rajoute enfin un Khelkhal ou Kholkhal d'or habillant la cheville de la mariée.
La tradition berbère veut que les cheveux de la mariée soient coiffés en deux tresses, placées sur son buste, les extrémités nouées par des rubans rouges, symbolisant l'amour entre les deux époux.
Ce vêtement est un assemblage des trois cultures dominantes du pays, faisant honneur aux origines du peuple algérien : Berbère, arabo-andalouse et ottomane. La coiffe et les bijoux sont d'origine berbère, la gandoura/djebba date de la période arabo-andalouse et enfin, le caftan, pour la phase ottomane.